# Lycaste dowiana
Lycaste dowiana är en orkidéart som beskrevs av Endres och Heinrich Gustav Reichenbach. Lycaste dowiana ingår i släktet Lycaste och familjen orkidéer. Inga underarter finns listade i Catalogue of Life.

## Bildgalleri

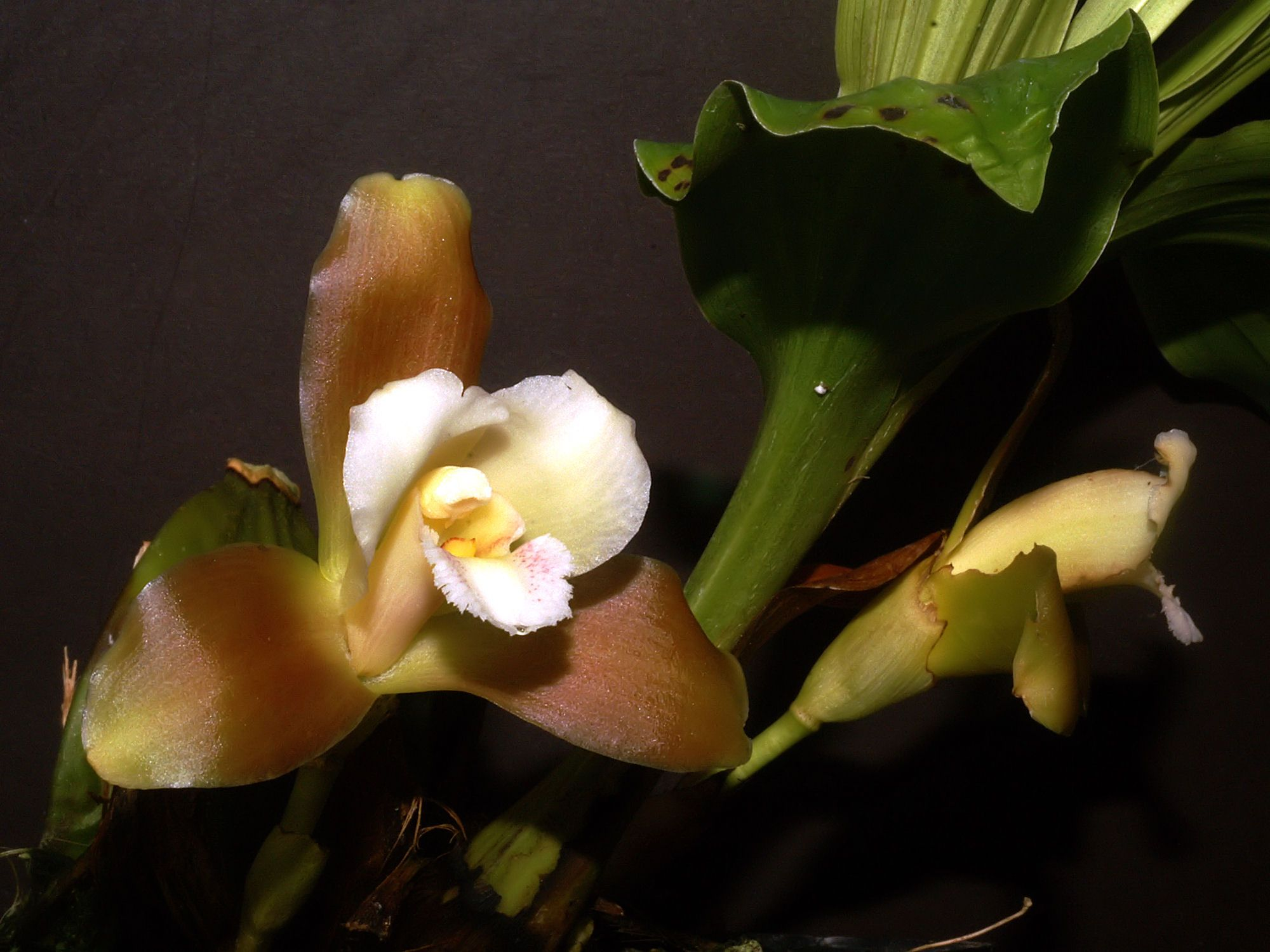
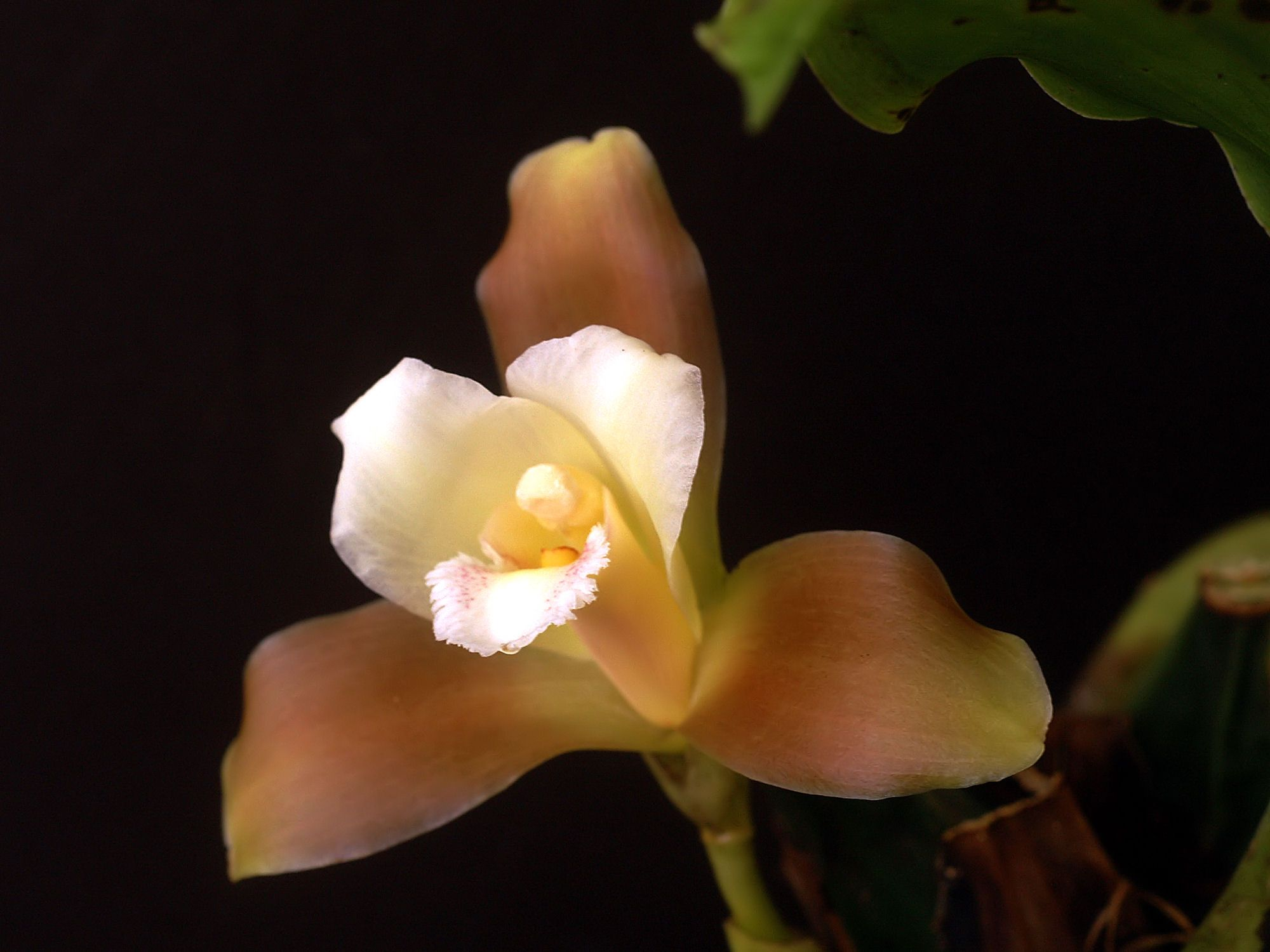
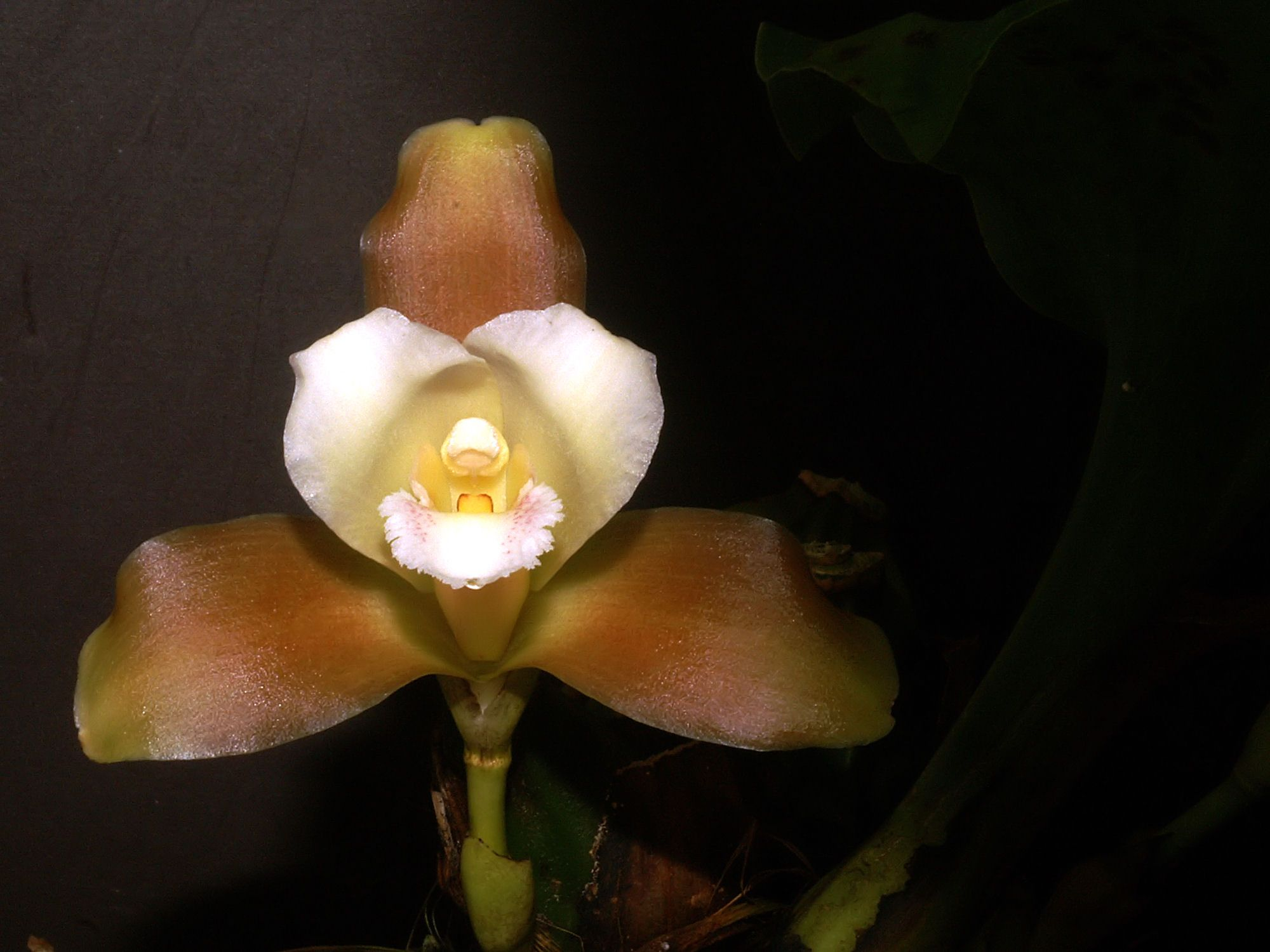
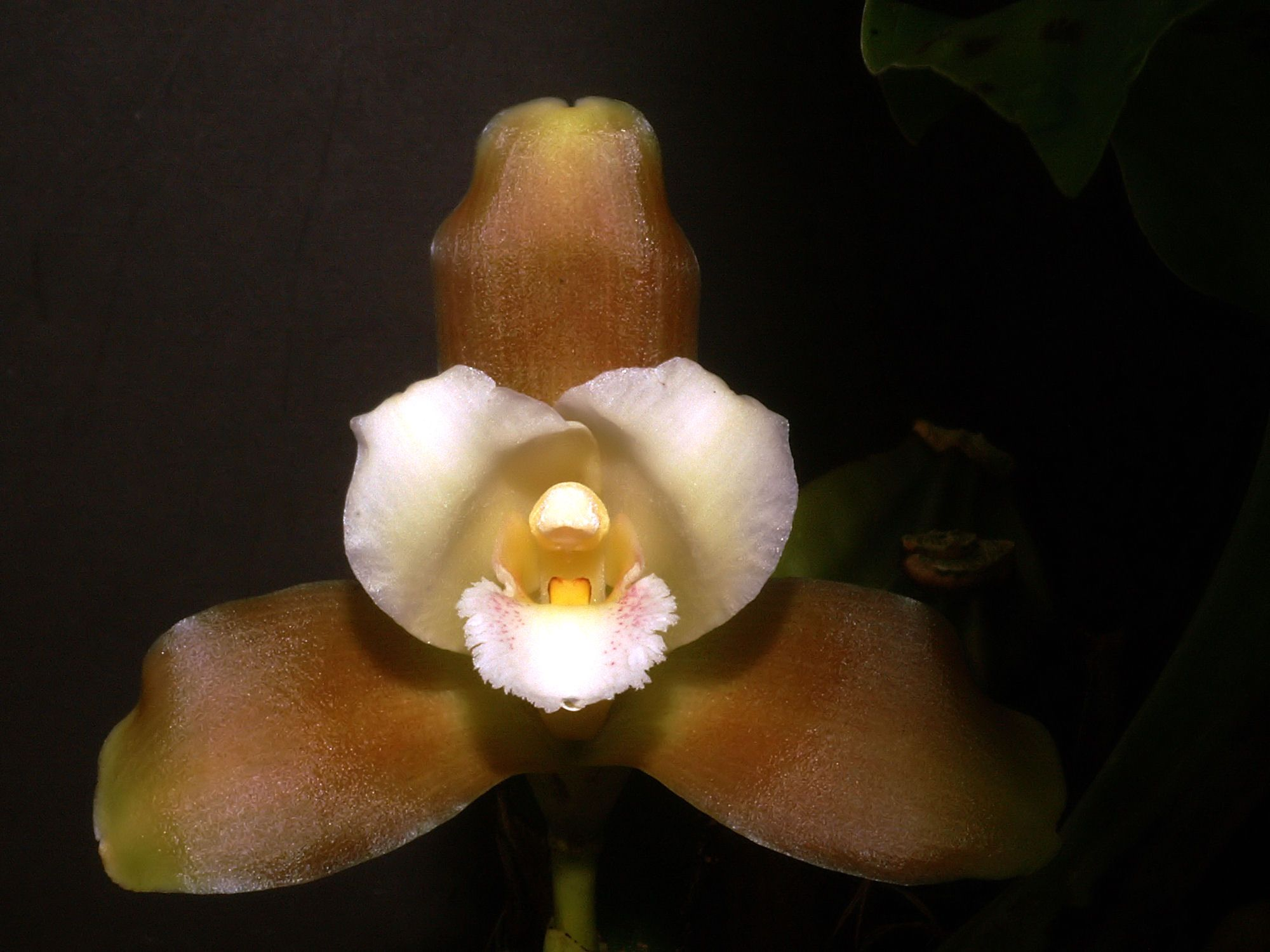